# 페트로카리베
페트로카리베(Petrocaribe)는 베네수엘라와 카리브해 국가들 간 석유 조달 협정으로 2005년 6월 29일에 베네수엘라 안소아테기주 푸에르토라크루스에서 맺어졌다. 베네수엘라는 낮은 값으로 석유를 공급할 것을 회원국에 약속했다. 페트로카리베는 핑크 타이드와 관련을 맺었다. 2019년 석유 생산, 부패, 유가 변동으로 인해 중단됐다가 2022년 11월에 세인트빈센트그레나딘이 페트로카리베를 통한 석유 조달을 재개했다. 회원국은 베네수엘라, 앤티가바부다, 바하마, 벨리즈, 쿠바 도미니카연방, 도미니카공화국, 그레나다, 과테말라, 가이아나, 아이티, 온두라스, 자메이카, 니카라과, 세인트키츠네비스, 세인트빈센트그레나딘, 세인트루시아, 수리남이다.

## 같이 보기
- PDVSA